# Náchodi járás

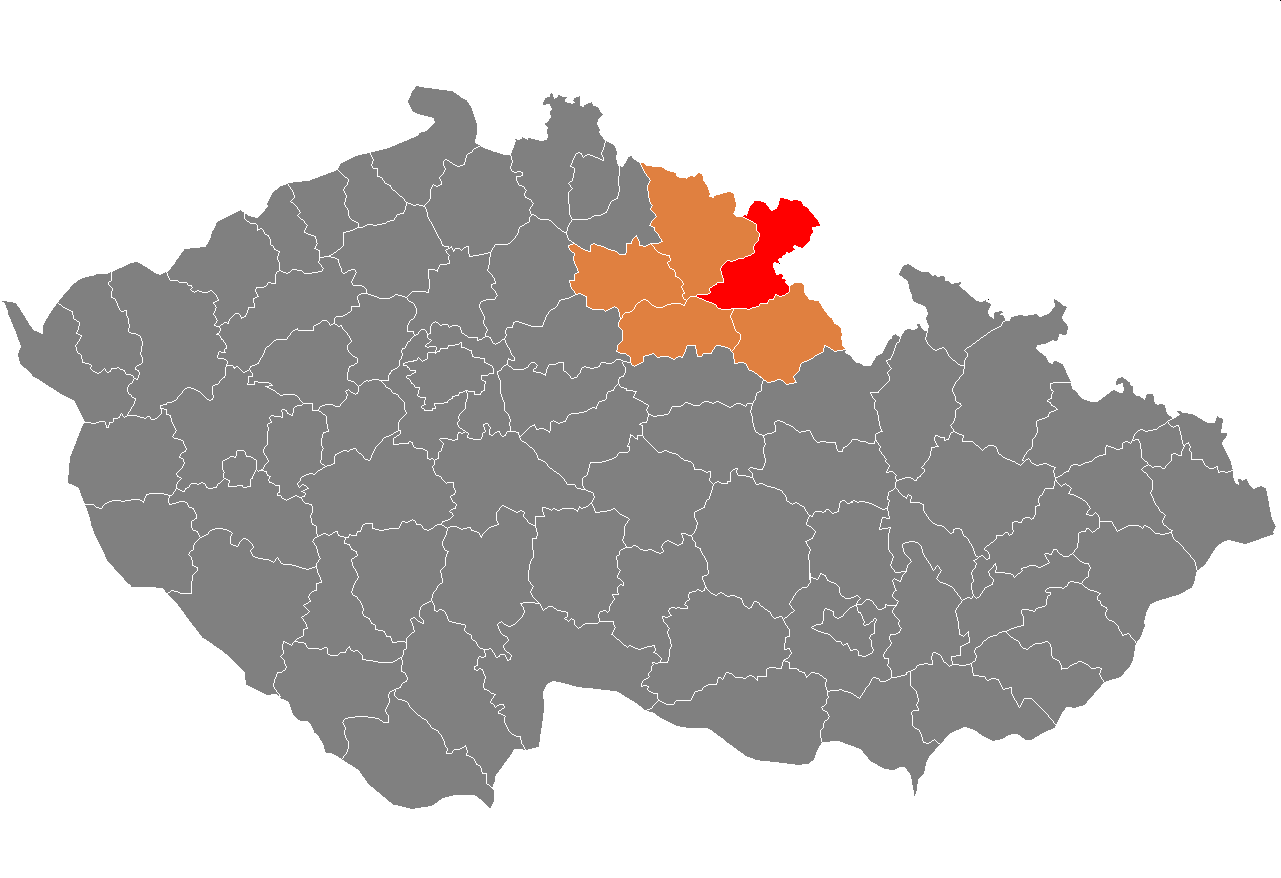
A Náchodi járás

Náchodi járás (csehül: Okres Náchod) közigazgatási egység Csehország Hradec Králové-i kerületében. Székhelye Náchod. Lakosainak száma 112 293 fő (2007). Területe 851,57 km².

## Városai, mezővárosai és községei
A városok félkövér, a mezővárosok dőlt, a községek álló betűkkel szerepelnek a felsorolásban.
Adršpach •
Bezděkov nad Metují •
Bohuslavice •
Borová •
Božanov •
Broumov •
Brzice •
Bukovice •
Černčice •
Červená Hora •
Červený Kostelec •
Česká Čermná •
Česká Metuje •
Česká Skalice •
Chvalkovice •
Dolany •
Dolní Radechová •
Hejtmánkovice •
Heřmanice •
Heřmánkovice •
Hořenice •
Hořičky •
Horní Radechová •
Hronov •
Hynčice •
Jaroměř •
Jasenná •
Jestřebí •
Jetřichov •
Kramolna •
Křinice •
Lhota pod Hořičkami •
Libchyně •
Litoboř •
Machov •
Martínkovice •
Mezilečí •
Mezilesí •
Meziměstí •
Náchod •
Nahořany •
Nové Město nad Metují •
Nový Hrádek •
Nový Ples •
Otovice •
Police nad Metují •
Přibyslav •
Provodov-Šonov •
Rasošky •
Říkov •
Rožnov •
Rychnovek •
Sendraž •
Šestajovice •
Slatina nad Úpou •
Slavětín nad Metují •
Slavoňov •
Šonov •
Stárkov •
Studnice •
Suchý Důl •
Teplice nad Metují •
Velichovky •
Velká Jesenice •
Velké Petrovice •
Velké Poříčí •
Velký Třebešov •
Vernéřovice •
Vestec •
Vlkov •
Vršovka •
Vysoká Srbská •
Vysokov •
Zábrodí •
Zaloňov •
Žďárky •
Žďár nad Metují •
Žernov

## Fordítás
- Ez a szócikk részben vagy egészben  a   Náchod District című angol Wikipédia-szócikk ezen változatának fordításán alapul.  Az eredeti cikk szerkesztőit annak laptörténete sorolja fel. Ez a jelzés csupán a megfogalmazás eredetét és a szerzői jogokat jelzi, nem szolgál a cikkben szereplő információk forrásmegjelöléseként.
- Ez a szócikk részben vagy egészben  az   Okres Náchod című cseh Wikipédia-szócikk ezen változatának fordításán alapul.  Az eredeti cikk szerkesztőit annak laptörténete sorolja fel. Ez a jelzés csupán a megfogalmazás eredetét és a szerzői jogokat jelzi, nem szolgál a cikkben szereplő információk forrásmegjelöléseként.